# Vojković
Vojković (Woykffy, Vojkffy, Woykowych), hrvatska plemićka obitelj, odvjetak plemićke obitelji Maretić. Koristili su pridjevak de Klokoch, prema posjedu koji im je 1224. godine darovao hrvatsko-ugarski kralj Bela IV. Arpadović. U 15. stoljeću spominje se Vojko Maretich de Klokoch, prema kojemu obitelj nosi patronimik Vojković. Tijekom 15. i 16. stoljeća posjedovali su Vojković-grad kod Klokoča. U 17. stoljeću preselili su se u Hrvatsko zagorje, gdje su stekli posjede Zabok, Golubovec, Oroslavje i brojne druge.
Članovi obitelji istaknuli su se u borbama protiv Osmanlija, zbog čega im je kralj Ferdinand III. potvrdio obiteljsko plemstvo i grb. Godine 1763. kraljica Marija Terezija dodijelila im je grofovski naslov zbog vojnih zasluga tijekom Sedmogodišnjeg rata (1756. – 1763.). Posljednji muški potomci obitelji, Kristofor i Hubert, iselili su se iz Hrvatske potkraj 19. stoljeća.

## Vanjske poveznice
- Vojković Hrvatska enciklopedija